# Lua
Lua (port. lua, księżyc) – lekki, skryptowy język programowania, zaprojektowany do wbudowania do większych aplikacji, by rozszerzyć ich funkcje, często bywa też używany jako samodzielny język. Lua wiąże w sobie prostą składnię procedury (podobną do Pascala) z konstrukcjami opisu danych opartymi na tablicach asocjacyjnych i rozszerzalnej semantyce.
Język ten zaimplementowany jest jako mała biblioteka języka C, napisana według standardu ANSI C. Celami implementacji są: prostota, wydajność i przenośność kodu.
Istnieje wiele modyfikacji i nakładek na Lua. Jedną z nich jest LuaBind.
Język programowania Lua został stworzony w 1993 roku przez Roberto Ierusalimschy’ego, Luiza Henrique de Figueiredo i Waldemara Celes, którzy wchodzili w skład instytutu Tecgraf, zajmującego się oprogramowaniem graficznym na Pontifícia Universidade Católica do Rio de Janeiro (PUC-Rio) w Brazylii.

## Przykłady

### Pierwszy program –hello world
```
print
(
"Hello World!"
)

```

Wynik działania programu:
Hello World!

### Instrukcja if
```
zmienna
 
=
 
15
 
--Zmienna zdeklarowana na potrzeby przykładu

if
 
(
 
zmienna
 
==
 
15
 
)
 
then

    
print
(
 
"warunek spelniony"
 
)

else

    
print
(
 
"warunek niespelniony"
 
)

end

```

Wynik działania programu:
warunek spelniony

### Podstawowa pętla – for
```
for
 
i
 
=
 
1
,
 
10
 
do

   
print
(
 
tostring
(
 
i
 
)
 
)
 
--Funkcja tostring( ) zamienia podaną wartość na typ string

end

```

Wynik działania programu:
1 2 3 4 5 6 7 8 9 10

### Podstawowa interakcja z użytkownikiem
```
print
(
 
"Czesc, jak masz na imie?
\n
"
 
)
 
--\n to oznaczenie nowej linii

imie
 
=
 
io.read
(
 
)
 
--Funkcja io.read( ) oczekuje, aż użytkownik coś wpisze, a następnie to zwraca

print
(
 
"Czesc, "
 
..
 
imie
 
..
 
"."
 
)
 
--Operator .. łączy ze sobą 2 dane typu string

```

Wynik działania programu:
Czesc, jak masz na imie?
[Tutaj oczekuje na wpisanie imienia]
Czesc, [imię].

### Proste użycie funkcji
```
function
 
funkcja
(
parametr1
,
 
parametr2
)
 
--Linia deklarująca funkcję

   
return
 
parametr1
 
*
 
parametr2
 
--Słowo kluczowe „return” powoduje zwrócenie wartości przez funkcję

end

print
(
tostring
(
funkcja
(
10
,
5
)))
 
--Wyświetlanie wyniku (50)

```

Wynik działania programu:
50